# Резолюція Генеральної Асамблеї ООН 79/184
Резолю́ція Генера́льної Асамбле́ї ОО́Н 79/184 «Ситуа́ція з права́ми люди́ни на тимчасо́во окупо́ваних територіях Украї́ни, включа́ючи Автоно́мну Респу́бліку Крим та мі́сто Севасто́поль» — дев'ята резолюція про становище в галузі прав людини та основоположних свобод на тимчасово окупованих територіях України, ухвалена 17 грудня 2024 року відкритим голосуванням держав-членів ООН 81 голосом проти 14 при 80 утриманих на 79-й сесії Генеральної Асамблеї.

## Голосування
Проєкт резолюції A/C.3/79/L.44, який запропонували 6 листопада 2024 року 44 держави-члени ООН, пізніше до співавторства долучилися ще 5 держав (напівжирним шрифтом), ухвалили 20 листопада на 54-му засіданні Третього  комітету 78 голосами проти 16 при 78 утриманих та 17 грудня на 53-му пленарному засіданні 79-ї сесії Генеральної Асамблеї кваліфікованою більшістю присутніх як A/RES/79/184:
| Голос         | Кількість | Держави-члени Організації Об'єднаних Націй |
| ------------- | --------- | --- |
| За            | 81        | Австралія, Австрія, Албанія, Андорра, Антигуа і Барбуда, Аргентина, Багамські Острови, Барбадос, Беліз, Бельгія, Болгарія, Боснія і Герцеговина, Бутан, Вануату, Велика Британія, Гаяна, Гватемала, Гренада, Греція, Грузія, Данія, Домініканська Республіка, Еквадор, Естонія, Ізраїль, Ірландія, Ісландія, Іспанія, Італія, Кабо-Верде, Канада, Кіпр, Кірибаті, Коста-Рика, Латвія, Литва, Ліберія, Ліхтенштейн, Люксембург, М'янма, Малаві, Мальта, Маршаллові Острови, Молдова, Монако, Нідерланди, Німеччина, Нова Зеландія, Норвегія, Палау, Панама, Папуа Нова Гвінея, Південна Корея, Північна Македонія, Польща, Португалія, Румунія, Самоа, Сан-Марино, Сейшельські Острови, Словаччина, Словенія, Сполучені Штати Америки, Суринам, Тувалу, Туреччина, Угорщина, Україна, Уругвай, Федеративні Штати Мікронезії, Фіджі, Фінляндія, Франція, Хорватія, Чехія, Чилі, Чорногорія, Швейцарія, Швеція, Ямайка, Японія                |
| Проти         | 14        | Білорусь, Буркіна-Фасо, Бурунді, Еритрея, Зімбабве, Іран, Китайська Народна Республіка, Куба, Малі, Нігер, Нікарагуа, Північна Корея, Росія, Судан |
| Утрималися    | 80        | Алжир, Ангола, Бангладеш, Бахрейн, Бенін, Болівія, Ботсвана, Бразилія, Бруней, В'єтнам, Вірменія, Гана, Гвінея, Гвінея-Бісау, Гвінея-Бісау, Гондурас, Джибуті, Екваторіальна Гвінея, Есватіні, Ефіопія, Єгипет, Ємен, Індія, Індонезія, Ірак, Йорданія, Казахстан, Камбоджа, Камерун, Катар, Кенія, Киргизстан, Колумбія, Коморські Острови, Кот-д'Івуар, Кувейт, Лаос, Лесото, Ліван, Лівія, Мавританія, Маврикій, Мадагаскар, Малайзія, Мальдіви, Мексика, Мозамбік, Монголія, Намібія, Непал, Нігерія, Об'єднані Арабські Емірати, Оман, Пакистан, Парагвай, Перу, Південно-Африканська Республіка, Республіка Конго, Руанда, Сальвадор, Саудівська Аравія, Сенегал, Сент-Вінсент і Гренадини, Сент-Кіттс і Невіс, Сент-Люсія, Сербія, Сьєрра-Леоне, Сінгапур, Соломонові Острови, Східний Тимор, Таджикистан, Таїланд, Танзанія, Того, Тонга, Тринідад і Тобаго, Туніс, Уганда, Філіппіни, Центральноафриканська Республіка, Шрі-Ланка |
| Не голосували | 18        | Азербайджан, Афганістан, Венесуела, Габон, Гаїті, Гамбія, Демократична Республіка Конго, Домініка, Замбія, Марокко, Науру, Південний Судан, Сан-Томе і Принсіпі, Сирія, Сомалі, Туркменістан, Узбекистан, Чад |
| Всього        | 193       | |